# Bajuwaren

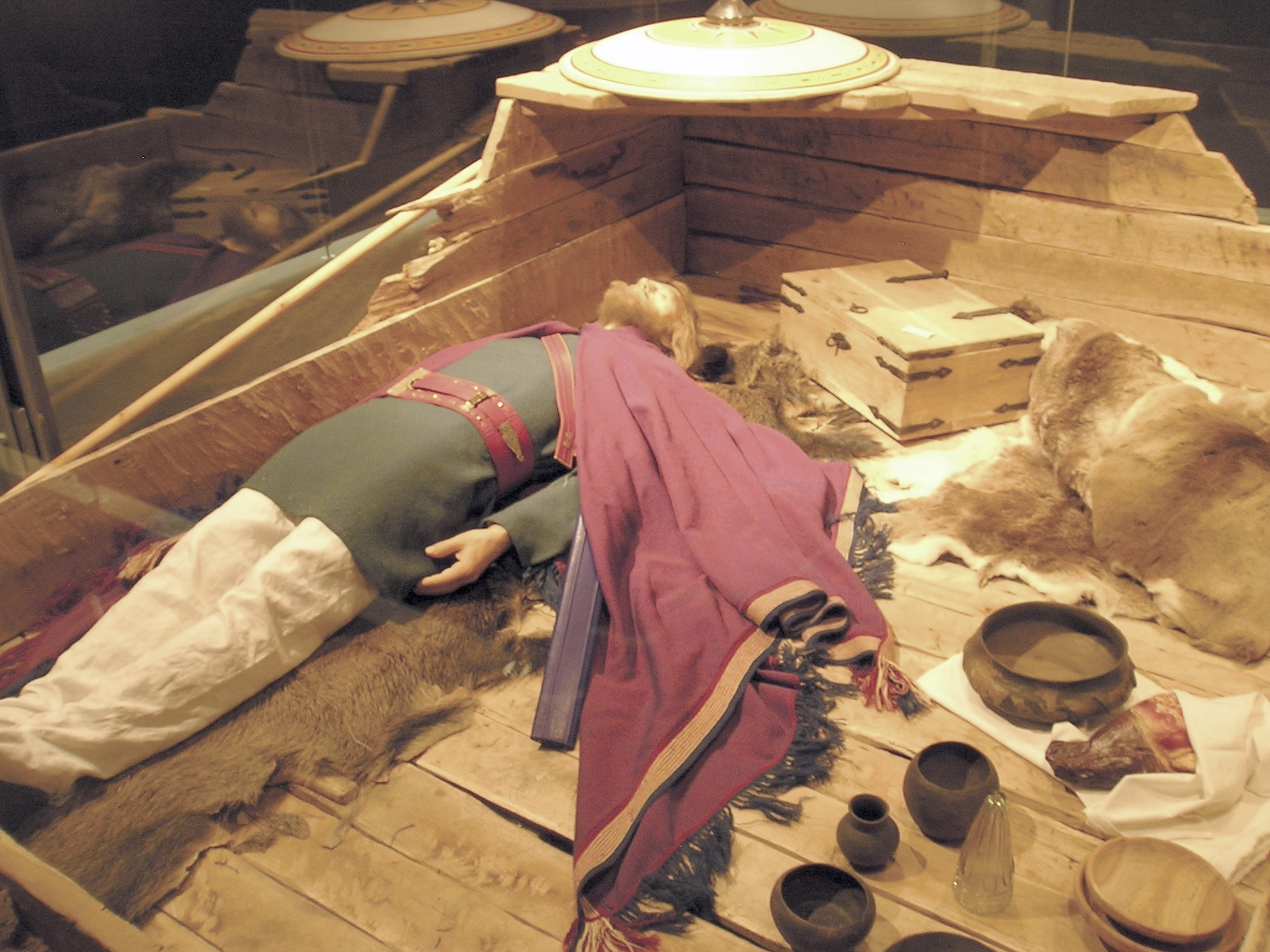
Krieger von Kemathen. Fünf handgemachte Tongefäße, unter diesen die große, schräg kannelierte Schale, entsprechen Keramik des Typs Friedenhain-Přešťovice.

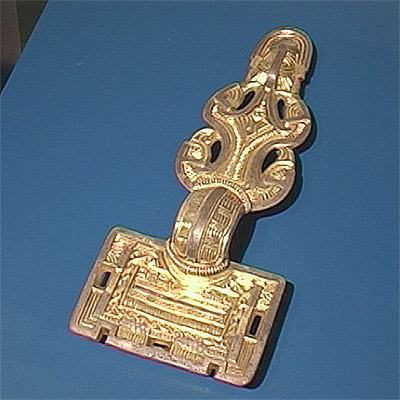
Bajuwarische Bügelfibel

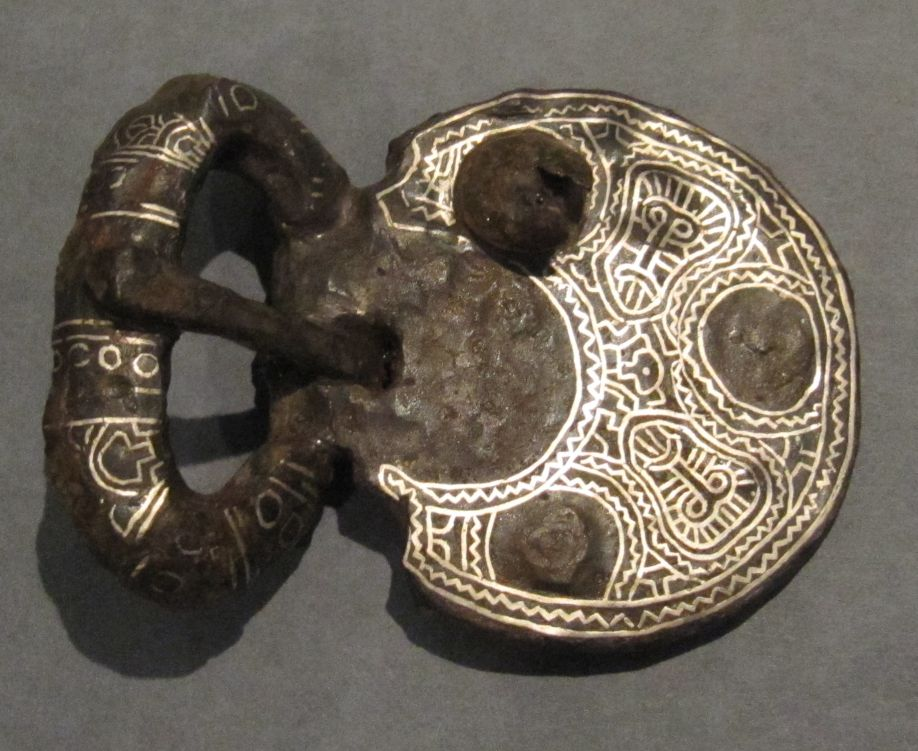
Bajuwarische Gürtelschnalle aus Aubing, (1. Drittel 7. Jahrhundert, Schnalle mit Gesichtern, Eisen mit Silbertauschierung)

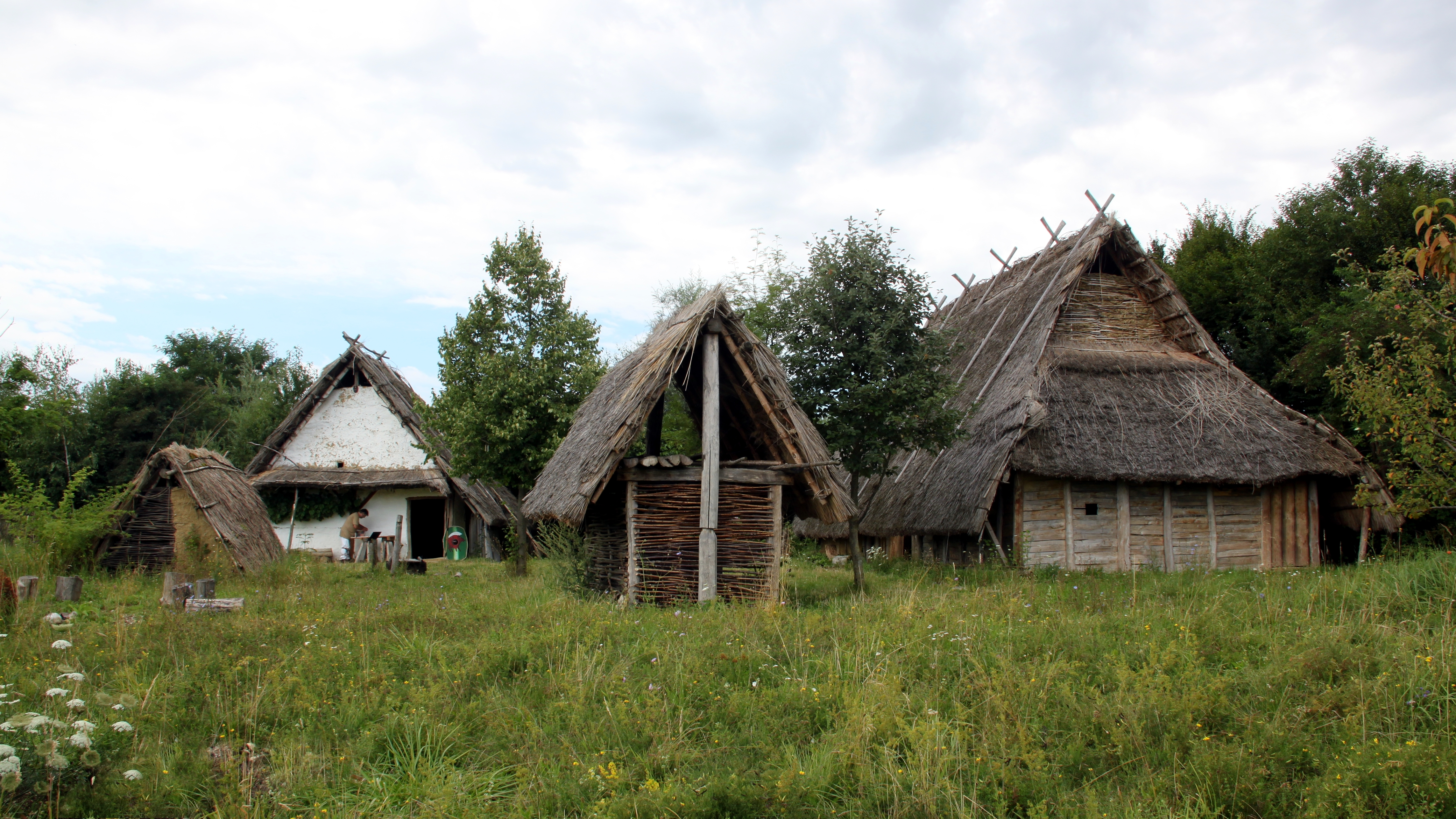
Rekonstruiertes Bajuwarendorf der Merowingerzeit in Kirchheim

Bajuwaren ist eine verbreitete, historisch jedoch nicht korrekte Namensform der Baiern, der Bevölkerung eines Mitte des 6. Jahrhunderts entstandenen Stammesherzogtums, das den Großteil Altbayerns, Österreichs und Südtirols umfasste. Unter der vom fränkischen Königshaus initiierten Herrschaft der Agilulfingerherzöge entwickelte sich aus einer sehr gemischten Bevölkerung das „Volk der Bajuwaren“. Erst zu dieser Zeit wuchsen die spätrömische Bevölkerung (mit sehr vielfältigen älteren Wurzeln) und die zahlreichen neu dazugekommenen Elemente anderer Herkunft, darunter solche aus dem hunnischen und vor allem germanischen Raum, zu einem bajuwarischen Stammesvolk zusammen.

## Etymologie
Die Herkunft des Namens der Bajuwaren ist umstritten. Die am weitesten verbreitete Theorie besagt, er komme von dem mutmaßlichen germanischen Kompositum *Bajawarjōz (Plural). Überliefert ist dieser Name als althochdeutsch Beiara, Peigira und, latinisiert, Baiovarii. Es wird angenommen, dass es sich dabei um ein Endonym handelt.
Hinter dem Erstglied Baio steckt das Ethnikon des zuvorbewohnenden keltischen Stammes der Boier, der auch im althochdeutschen Landschaftsnamen Bēheima ‚Böhmen‘ (germanisch *Bajahaimaz ‚Heim der Boier‘, spätlateinisch dann Boiohaemum) und im onomastischen Anknüpfungspunkte (Baias, Bainaib usw.) erhalten ist.
Das Zweitglied -ware bzw. -varii der Bewohnerbezeichnung Bajuwaren stammt aus urgermanisch *warjaz ‚Bewohner‘ (vgl. altnordisch Rómverjar ‚Römer‘, altenglisch burhware ‚Stadtbewohner‘), das zu wehren (urgermanisch *warjana-) gehört (vgl. auch walisisch gwerin ‚Menschenmenge‘).
Der Name ‚Baiern‘ wird deshalb in der traditionellen Forschung zu den Bajuwaren als ‚Bewohner Böhmens‘ gedeutet.
Eine allgemeinere Deutung, die die Herkunft aus Böhmen nicht impliziert, ist die als „Menschen des Landes Baia“.

## Schreibweise
Die endgültige Festlegung der Schreibweise mit y für das Territorium des neuen Staats Bayern, des Königreichs von 1806, das nun auch Bayerisch Schwaben und Franken umfasste, geht auf den philhellenischen bayerischen König Ludwig I. zurück, ist also nur eine „Marotte des Königs“. In der Zeit davor wurde das Land auch Bairn, Bayrn, Bayren und Beyern genannt. In der Sprachwissenschaft wird streng unterschieden zwischen bairischer Sprache und Bevölkerung, die mit i geschrieben werden, und der politischen Territorialeinheit Bayern, die mit y geschrieben wird. Diese Schreibweise gilt heute sowohl für das ehemalige Königreich Bayern und seine Nachfolger bis zum heutigen Freistaat Bayern als auch seine historischen Vorgänger wie das frühere Herzogtum und Kurfürstentum Bayern, auch wenn diese zeitgenössisch anders geschrieben wurden.

## Die Sprache
Die bairischen Dialekte werden im Osten des oberdeutschen Sprachraums gesprochen und daher auch als Ostoberdeutsch bezeichnet. Innerhalb des Bairischen wird zwischen Nordbairisch, Mittelbairisch und Südbairisch unterschieden. Das bekannteste Merkmal, das das Hochdeutsche, zu dem Ober- und Mitteldeutsch gehören, von anderen westgermanischen Sprachen unterscheidet, ist die althochdeutsche Lautverschiebung.

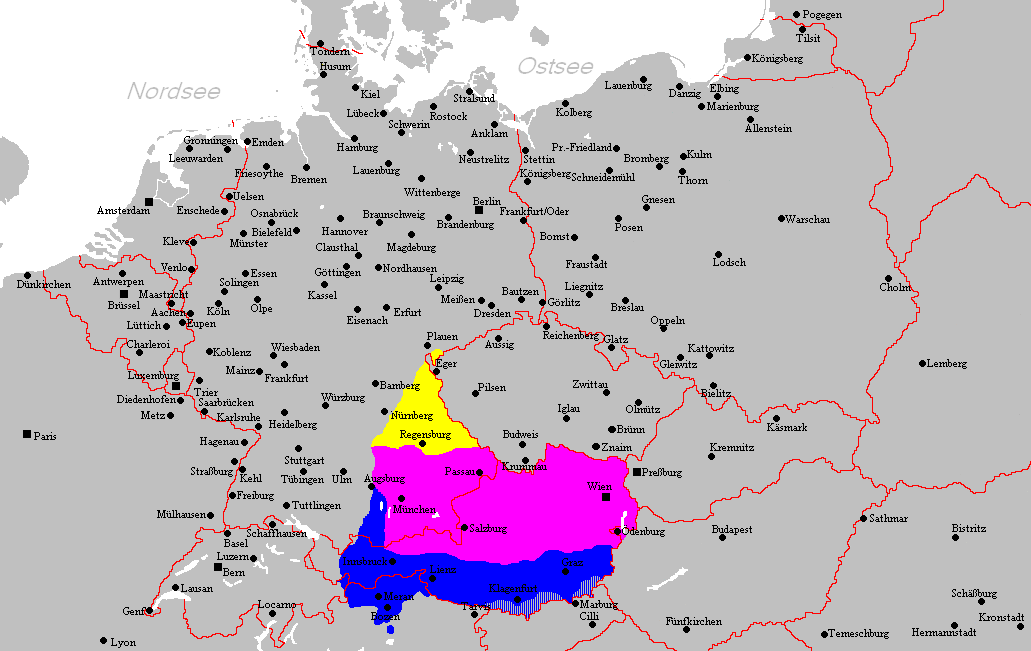
Die bairischen Dialekte:
Nordbairisch
Mittel- oder Donaubairisch
Südbairisch

Der bairische Sprachraum umfasst im Freistaat Bayern die Regierungsbezirke Oberbayern, Niederbayern und Oberpfalz, das Staatsgebiet Österreichs mit Ausnahme Vorarlbergs, ferner Südtirol, die zimbrischen und karnischen Sprachinseln in Oberitalien und das südliche Vogtland im Freistaat Sachsen. Die UNESCO hat 2009 die bairische Sprache als gefährdet und damit schützenswert eingestuft.
Im spezifisch bairischen Wortschatz finden sich auch griechische Einflüsse, die durch die gotische Mission vermittelt werden:
- Ertag für ‚Dienstag‘, aus dem altgriechischen Wochentagnamen Árēos hēméra ‚Tag des Ares‘;
- Pfinztag für ‚Donnerstag‘, aus gotischem *paíntē dags, aus dem altgriechischen Wochentagnamen pémptē hēméra ‚fünften Tag‘ (von Sonntag aus gezählt); vgl. vom selben Stamm neugriechisch Pentikosti (Πεντηκοστή) ‚Pfingsten‘.

## Religion
Zur Zeit der Ethnogenese der Bajuwaren gab es bereits ein Nebeneinander diverser Glaubensvorstellungen. Von den Goten verbreitete sich die arianische Variante des Christentums rasch auf benachbarte Stämme und auf die Gruppen, aus denen im 6. Jahrhundert die Bajuwaren entstanden waren.

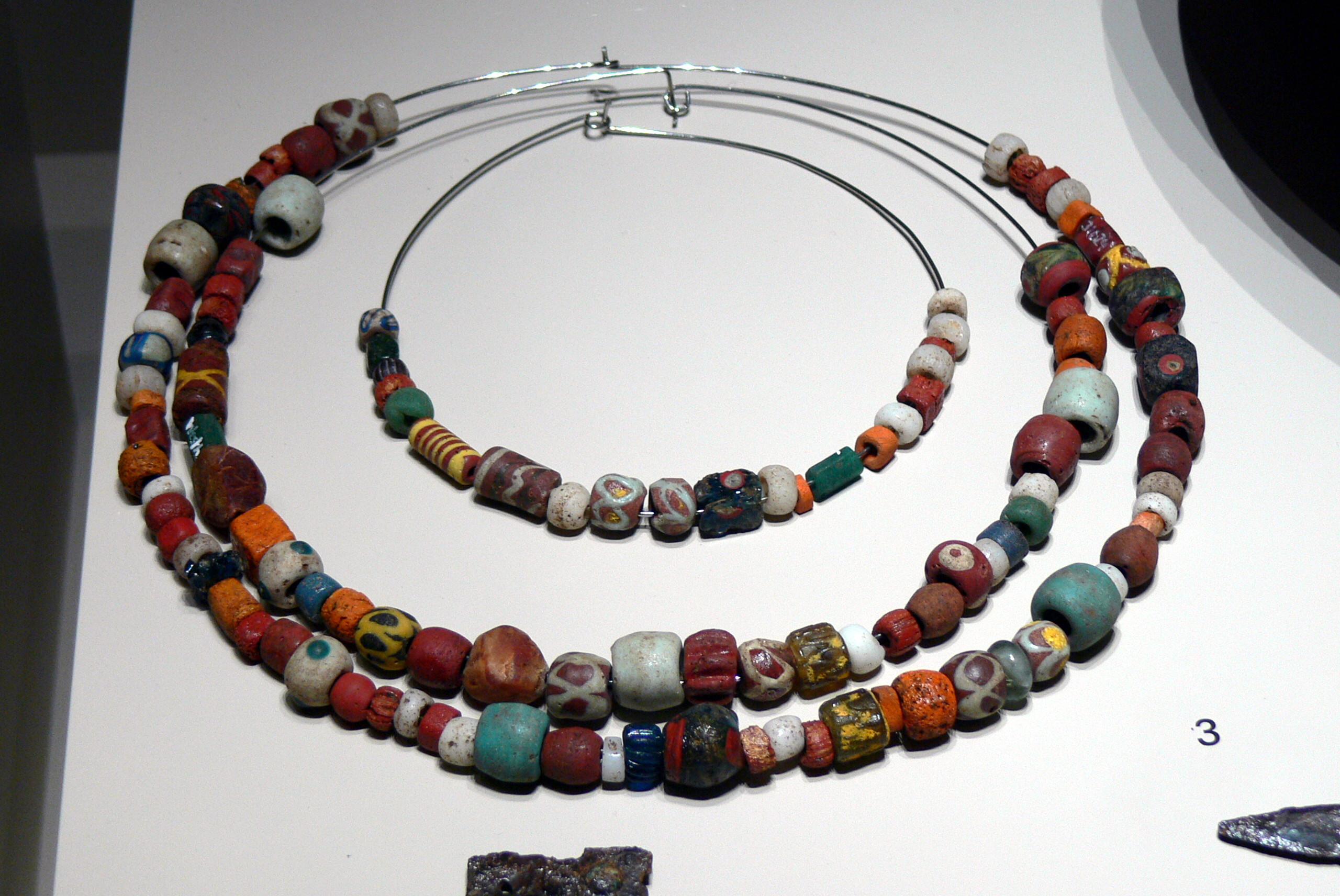
Bajuwarische Perlenkette

Etwa nach 530 änderte sich die Tradition der Grabbeigaben in bairischen Reihengräbern. Durch zahlreiche Ausgrabungen wurde nachgewiesen, wie die Bajuwaren ihre Toten bestatteten:
- Die Frauen wurden nach der Tradition der Bajuwaren mit ihrem Schmuck bestattet.[8]
- Den Männern wurden ab dem 5. Jahrhundert plötzlich Waffen als Beigaben in die Gräber gelegt – ein Brauch, den es bei Bajuwaren, Alamannen und in anderen Gebieten spätrömischer Kulturkontinuität gab. Im Altsiedlungsgebiet der Germanen, der Germania magna, war dieser Brauch zur selben Zeit unbekannt.[9]

Ab 615 begann die Missionierung durch iro-schottische Mönche zur katholischen Variante des Christentums. Dabei waren vor allem die Heiligen Eustasius, Agilus und Emmeram von Regensburg von Bedeutung. Um das Jahr 700 wurden katholische Bistümer im bajuwarischen Herzogtum eingerichtet, das älteste davon Salzburg (696), später Regensburg (um 700), Freising (716), Passau (739) und Eichstätt (Mitte/2. Hälfte des 8. Jahrhunderts). Endgültig wurden die letzten Anhänger des Arianismus aber wahrscheinlich erst nach dem Sieg der Franken über die mit den Bajuwaren eng verbundenen Langobarden im Jahr 774 zur Konversion bewegt. Die Niederwerfung der ebenfalls arianischen Langobarden durch die bereits katholischen Franken bedeutete das endgültige Ende des Arianismus in Europa. Das katholische Christentum setzte sich bei den Bajuwaren also langsam durch – durch kulturellen Austausch mit den Romanen seit der Endphase des Weströmisches Reiches bis zur endgültigen Integration Baierns in das Frankenreich im Jahr 788. Daneben konnten sich möglicherweise unter einem christlichen Kontext auch Reste außerchristlicher Traditionen erhalten.
Eine synodale Tätigkeit seit den Bistumsgründungen im Jahr 739 ging mit bajuwarischen Landessynoden unter Herzog Tassilo in Dingolfing um 770 n. Chr. und Neuching 772 einher. Bischof Arn von Salzburg lud zu einem Konzil, welches im Jahr 799 in Reisbach gehalten wurde, einem im Frühmittelalter bedeutenden Ort der Bajuwaren. Dies war die erste zeitlich und örtlich überlieferte bairische Metropoliten-Bischofssynode. Bischöfe, Äbte, Priester, Erzpriester und Diakone aus ganz Baiern waren auf frühmittelalterlichen Straßen und Wegen unterwegs in das heutige Niederbayern.

## Geschichte

### Frühgeschichte
Im Jahr 15 v. Chr. eroberten die Legionen Roms das nördliche Alpenvorland bis zur Donau. Die Kontinuität der Flur- und Ortsnamen beweist, dass keltische Bevölkerungen zu diesem Zeitpunkt im Lande gewesen sein mussten, wie auch das Oppidum von Manching bei Ingolstadt zeigt, die Germanen dort jedoch noch nicht heimisch geworden waren. Der archäologische Befund verweist in weiten Teilen des heutigen Bayerns auf ein „fast menschenleeres Ödland“ für jene Zeit (S. Rieckhof, Das Keltische Jahrtausend.). Lediglich in den unzugänglicheren Hügel- und Bergregionen war offenbar eine keltische und auch vorkeltische alteuropäische Bevölkerung ansässig geblieben. Strabon benennt westlich des Bodensees die Helvetier, östlich desselben die Vindeliker als Bewohner von Berghalden, während Räter und Noriker die eigentliche Alpenregion bewohnten (Strabon, Geographika, VII).

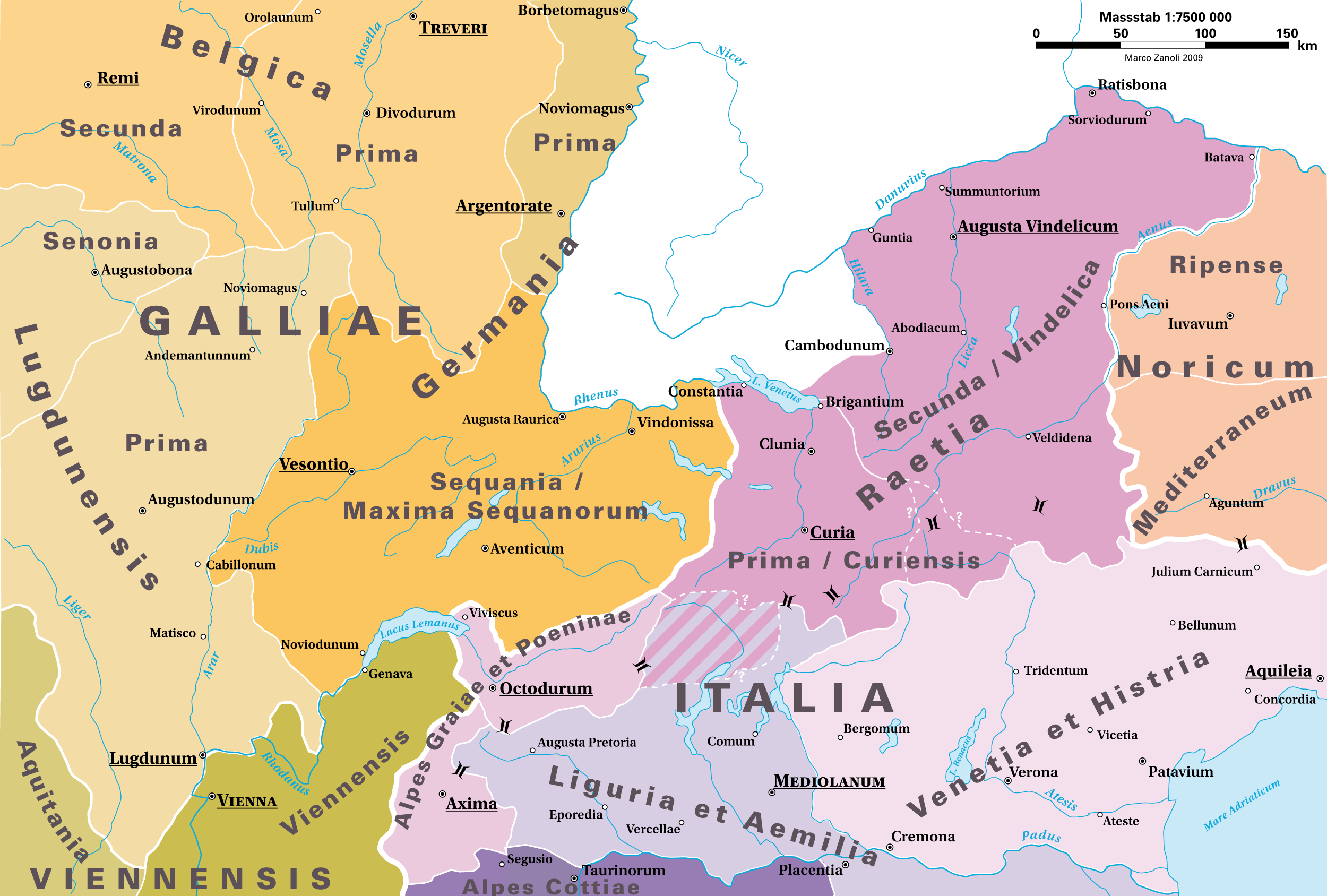
Römische Provinzen im Alpenraum 395 n. Chr.

Während der mehrhundertjährigen Herrschaft der Römer ergab sich durch Zuzug und Ansiedelung ein starkes Bevölkerungswachstum, wobei durch die Constitutio Antoniniana des Kaisers Caracalla aus dem Jahr 212 allen freien Bewohnern der römischen Provinzen das römische Bürgerrecht zuerkannt wurde – auch in Raetia und Noricum. Diese romanisierten Provinzbürger werden als Provinziale bezeichnet. Aus der römischen Zeit stammen auch jene beiden Relikte, welche auf Boier im Land verweisen: ein römisches Militärdiplom, das 107 an den Soldaten einer spanischen Reitereinheit (einer sogenannten Ala) in Raetia verliehen wurde, dessen Vater Comatullus ein Boio war, und eine Keramikscherbe, in die Boio eingeritzt wurde.

Bajuwaren im Fränkischen Reich

Literarische Hinweise zu den keltischen Boiern wurden durch Strabon und Tacitus formuliert. Strabon erwähnt die verlassene Einöde der Bojer am Bodensee sowie Bujaemum im herkynischen Wald (Strabon, Geographika, VII,1), woraus bei Tacitus dann Boii und Boihaemum werden. Bei der Wiederentdeckung des Tacitus am Hof Karls des Großen wurden diese Begriffe dann zum Vorbild für das Land Beheim und dessen slawische Bewohner als „Beheimi“ = Böhmen (siehe Einhard) bezeichnet.
Viele provinzialrömische Bewohner verließen 488 auf Befehl des Odoaker die nördlich der Alpen liegenden römischen Provinzen. Im östlichen Raetien wie auch im Donau-Noricum kam dieser Abzug der Romanen einer teilweisen Entvölkerung des Landes gleich, denn mit den originär-römischen Herren zogen auch deren Knechte, Mägde und Sklaven mit in die neue Heimat Italien um. Andere Teile der Herrschaftsschicht aus dem gesamten römischen Herrschaftsraum blieben im Land und vermischten sich mit der dort ansässigen Bevölkerung. Karl Bosl spricht deshalb vom „mediterranen Substrat“, das die Basis für die Bevölkerung des späteren Bayerns bildete. Überwölbt und durchdrungen wurde es jedoch von germanischen Stammesgruppen, wie die heutige Präsenz des Deutschen zeigt. Die Forschung konnte sich jedoch angesichts der wenigen, aber oft widersprüchlichen Hinweise auf Markomannen, Goten oder Langobarden nicht auf eine einzige Herleitung der Bajuwaren einigen. So ist eine Durchsiedelung mit Angehörigen verschiedener Stämme anzunehmen, bis hin zu Sachsen und Schwaben, wie in vereinzelten Ortsnamen zu erkennen ist (Sachsenkam, Schwabing).
Während der Regierungszeit des Gotenkönigs Theoderich des Großen (493–526) in Italien war das Gebiet des bairischen Dukats Bestandteil des ostgotischen Reiches. Im Jahr 506 öffnete Theoderich die nördlichen Grenzen seiner goto-römischen Präfektur Italia den von den Franken an Rhein und Neckar besiegten Alamannen. Gemeinsam mit nördlich der Donau heimischen Thüringern hatten sie danach die „nasse Grenze“ der Italia im Norden (= Hochrhein-Bodensee-Argen-Iller-Donau) gegen die Franken zu schützen (so Ennodius von Pavia). Während ihres Verteidigungskampfes gegen Byzanz überließen die Goten Italiens im Jahr 536 alle von ihnen beherrschten Gebiete nördlich der Alpen den Königen der Franken, um dadurch von diesen zumindest Neutralität zu erlangen. So wurden auch Raetien und Norikum fränkisch. Ein nennenswerter Bevölkerungszustrom fand dabei jedoch nicht statt. Die Franken begnügten sich mit der militärischen Sicherung des Gebiets. Drei Jahre später eroberten sie die nördlichen Ebenen Italiens sowie des Inneren Norikum (Noricum mediterraneum), das dem heutigen Südosten Österreichs (Kärnten und Steiermark) entspricht, bis an die Grenzen der römischen Provinz Pannonien. Ein Briefwechsel jener Zeit, in welchem sich der Franke Theudebert I. gegenüber seinem Rivalen von Ostrom, Justinian, der eigenen Machtfülle rühmt (sogenannter „Theudebertbrief“ aus dem Jahr 539/40), ist auch für die Frühgeschichte der Baiern bedeutsam. Der fränkische König benennt darin Norsavorum gentes (norisch-schwäbische Geschlechter), welche sich mit seiner Herrschaft versöhnt hätten.
Nachbarvölker der Bajuwaren waren:
- Thüringer im Norden
- Franken im Nordwesten
- Alamannen im Westen
- Romanen im Süden
- Langobarden im Süden
- Awaren im Südosten
- Slawen im Osten (siehe auch: Bavaria Slavica)

Regensburg galt lange Zeit als die Hauptstadt der Baiern und war die wichtigste Residenz der Agilolfinger. Die Stadt wurde in spätkarolingischer Zeit (ab 816) zum ersten Zentrum des ostfränkischen Reiches, aus dem wiederum das Heilige Römische Reich hervorging.

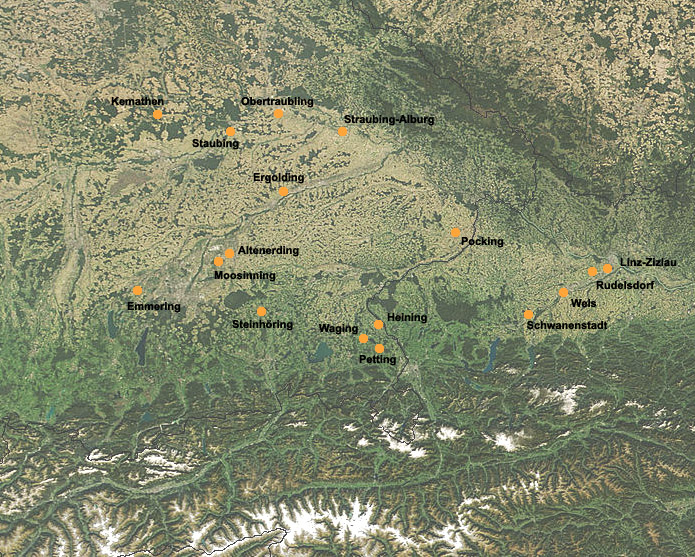
Bajuwarische Funde

### Frühe schriftliche Zeugnisse
Als ältestes Zeugnis für den Namen der Baiern gilt eine Textstelle in der 551 veröffentlichten Gotengeschichte, der „Getica“ (De origine actibusque Getarum) von Jordanes. Sie benennt Baioras oder Baibaros als östliche Nachbarn des „schwäbischen Landes“ (regio Svavorum): „Regio illa Suavorum ab oriente Baibaros habet…“
Diese Quelle ist jedoch unsicher. Lediglich sehr späte Abschriften dieses Werks sind überliefert. Allerdings wird vermutet, Jordanes habe ein mehrbändiges Werk über die Geschichte der Goten von Cassiodor benützt, welches jedoch nicht erhalten ist. Andere Autoren, die etwa gleichzeitig schreiben (Prokop, Agathias, Ennodius von Pavia), erwähnen nichts über Baiern. Gregor von Tours kannte um 595 ebenfalls noch keine Baiern. Auch nicht Eugippius, der vier Jahrzehnte vor Jordanes seine Vita Sancti Severini verfasste, und als Gefährte dieses Heiligen ebenfalls an der „norischen Donau“ gelebt hatte.

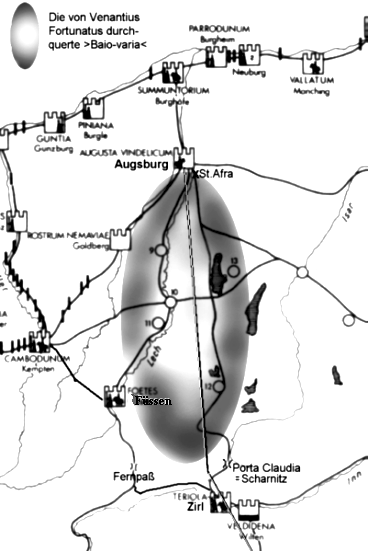
Die erste Baiovaria des Venantius Fortunatus am Lech

Der erste sichere Beleg stammt von Venantius Fortunatus, einem aus Italien stammenden poeta doctus. Er berichtet um 576 von seiner Wallfahrt über die Alpen zum heiligen Martin von Tours im Jahre 565 und beschreibt dabei, wie er vom Inn im Land der Breonen heraufkommend die Baivaria am Lech (Liccam Baivaria/Liccam Bojoaria) durchquerte. An anderer Stelle benennt er einen Bajoarius oder Baiovarius, der bei St. Afra nahe Augsburg die Straßen nach Süden und weiter über die Alpen kontrollierte und dabei dem Reisenden „hindernd“ in den Weg treten konnte. Venantius Fortunatus liefert mit seiner Beschreibung die erste konkrete Lokalisierung der Baiern.
Eine weitere schriftliche Erwähnung der Baiern als Baioarii findet sich dann bei Fredegar, einem fränkischen Chronisten, der für die Jahre um 631/35 Baioarier als angebliche Vollstrecker eines vom fränkischen König Dagobert I. befohlenen Massenmordes an 9000 Bulgaren samt deren „Weibern und Kindern“ benennt.
Die vierte namentliche Benennung der Baiern erfolgte um 640 durch Abt Jonas von Bobbio, der in einer Biographie des Columban von Luxeuil notierte, dass die Boiae jetzt Baioarii genannt würden. Diese sprachliche Gleichsetzung von keltischen Boiern mit den Bajuwaren bildete die literarische Grundlage der lange gültigen Annahme, Boier und Baiern seien miteinander zu identifizieren.

Noch um 870 bezeichnete Erzbischof Adalwin von Salzburg die Baiern in seinem Schreiben De Conversione Bagoariorum et Carantaniorum als bagoari.

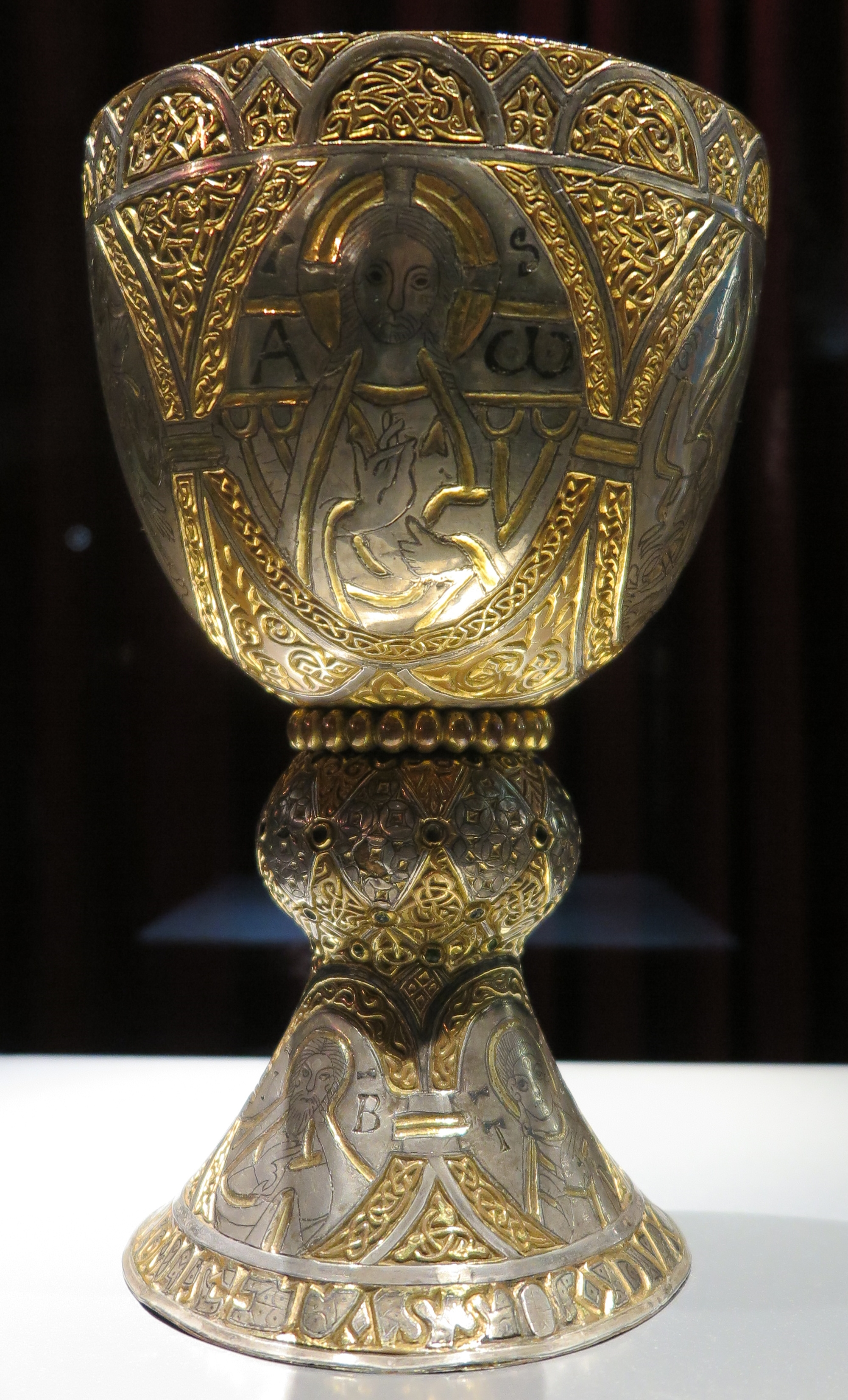
Tassilokelch

### Herzöge der Bajuwaren

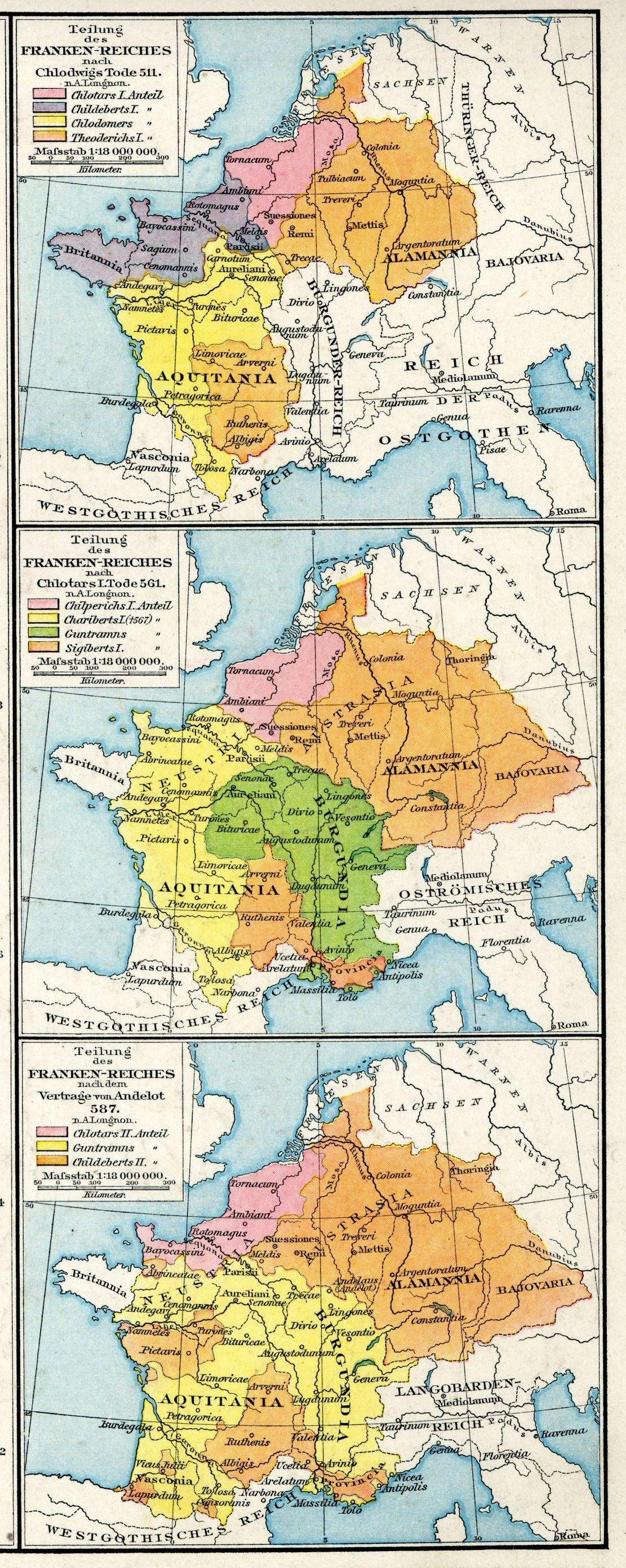
Entwicklung des fränkischen Reichs im 6. Jahrhundert

Die Regenten der Baiern wurden vom Herzogsgeschlecht der Agilolfinger gestellt:
- Herzog Garibald I. (555–ca. 591), erster nachgewiesener Herzog von Baiern
- Rex Tassilo I. (591–610) 591 wurde Tassilo I. vom Frankenkönig Childebert über Bayern als rex (König) eingesetzt.[13]
- Herzog Garibald II. (ca. 610–630?)
- Herzog Fara (ca. 630–640) ein fränkischer Agilolfinger, seine Herrschaft in Baiern ist nicht gesichert
- Herzog Theodo I. (ca. 640–680)
- Herzog Lantpert (680)
- Herzog Theodo II. (ca. 680–725?). Papst Gregor II. schrieb seinem Legaten von der Baiwaria (in Baioaria), nannte Theoto als „Ersten“ des Stammes dort (Primus de gente eadem) und auch als „Herzog des Stammes der Baiern“ (dux gentis Baioariorum). Als Herrn eines zu begründenden Erzbistums für Bayern bezeichnete er ihn als dux Provincae (Liber Pontificalis, zitiert nach Alois Schmid). Er teilte Baiern zu seinen Lebzeiten unter seine vier Söhne auf.
- Herzog Theudebald (ca. 711–719)
- Herzog Grimoald II. (ca. 702–725)
- Herzog Tassilo II. (ca. 716–719)
- Herzog Theudebert (Theodo III.) (711–ca. 719)
- Herzog Hugbert (ca. 725–736)
- Herzog Odilo (736–748), ein alemannischer Agilolfinger, legte Bistümer fest. Musste sich den fränkischen Karolingern unterwerfen
- Herzog Grifo (ca. 748) 741 wurde Grifo im letzten Testament Karl Martells ein Teil des Frankenreiches zugesprochen, in Baiern Usurpator
- Herzog Tassilo III. (748–788), Tassilo III. erreichte eine Machtstellung, die vor ihm kein anderer Agilolfinger besessen hatte. Danach gewaltsame Einverleibung in das Frankenreich Karls des Großen.

## Das Volksrecht der Bajuwaren

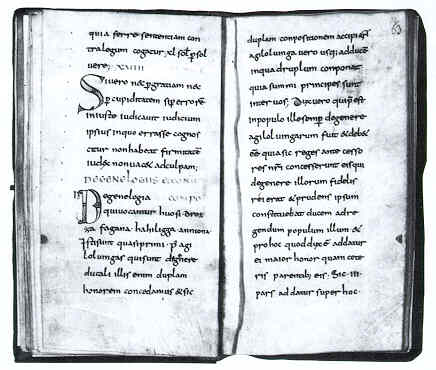
Kapitel 2 und 3 in der Handschrift Cim. 7

Die Lex Baiuvariorum (auch Lex Baiuwariorum, Lex Bajuvariorum oder Lex Baivariorum) ist die in der Zeit des 6. bis 8. Jahrhunderts entstandene Kodifikation des Volksrechtes der Bajuwaren, das heißt die älteste Sammlung von Rechtssätzen des frühen bairischen Stammesherzogtums. Der Text ist auf Latein verfasst und enthält bajuwarische Fragmente. Es ist das älteste und wichtigste Denkmal der Bajuwaren.
Die Lex Baiuvariorum enthält in 23 Artikeln Rechtssätze und Verfahrensregeln zu Straf-, Prozess- und Privatrecht teilweise getrennt für die einzelnen Stände (Kleriker, Adlige, Freie, Freigelassene, Unfreie) sowie Grundsätze zur Verwaltung des Kirchengutes. In der Lex Baiuvariorum werden die Adelsgeschlechter der Huosi, Trozza, Fagana, Hahiligga und Anniona neben dem Herzogsgeschlecht der Agilolfinger ausdrücklich genannt. Dabei kann es sich um die Führungsschichten der ehemaligen Stämme handeln, die sich so Sonderrechte im neuen Herzogtum gesichert hatten.
Die Anwendung des bajuwarischen Stammesrechts ist bis in das 12. Jahrhundert bezeugt, und es war noch im 11. Jahrhundert auch im inneralpin-tirolischen Bereich in Übung, wie die Traditionsbücher des Hochstifts Brixen belegen.
Im Benediktinerkloster Niederaltaich (gegründet 731 oder 741 n. Chr.) wurde als Gesetzeswerk die so genannte Lex Baiuvariorum auf 150 Pergamentseiten in lateinischer Sprache niedergeschrieben.

## Ethnogenese

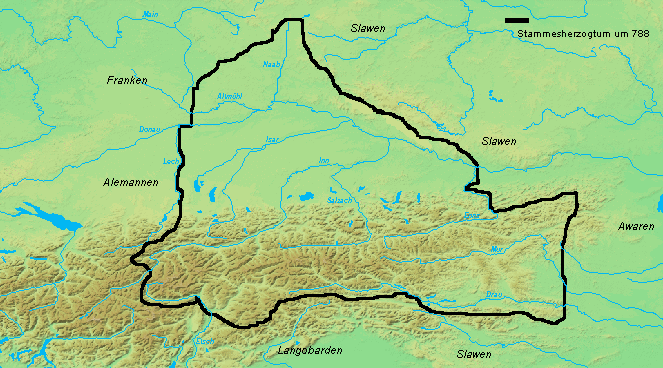
Das bairische Stammesherzogtum um 788

### Historischer Abriss der Ethnogenesediskussion
Die Ethnogenese (= Stammesbildung) der Baiern war bis in das 21. Jahrhundert Gegenstand kontroverser Diskussionen. Seit dem Frühmittelalter betrachtete man die Baiern als Nachfahren der antiken Boier, so etwa Jonas von Bobbio in der Vita Columbani. Diese Auffassung wurde weiter tradiert, etwa in der frühen Neuzeit durch Aventin, im 19. Jahrhundert durch Vincenz Pall von Pallhausen und Conrad Mahnert sowie im 20. Jahrhundert durch Karl Bosl. Nach Einschätzung von Roman Deutinger dominierte die Hypothese der Abstammung der Baiern von den Boiern das Geschichtsbild bis zum Beginn des 19. Jahrhunderts. Im 19. Jahrhundert gewann die Ansicht von Johann Kaspar Zeuß, der zufolge die Baiern Nachfahren der aus dem Böhmischen Becken in das spätere Baiern eingewanderten Markomannen seien, an Popularität. Zeuß lehnte die Gleichsetzung der Baiern mit den Boiern strikt ab. Germanische „Wanderung“, anschließende „Landnahme“ und Verdrängung der nunmehrigen Romanen in Rückzugsgebiete hätten bis in die 1970er Jahre die gültigen Geschichtsbilder bestimmt, so Roland Steinacher. Martin Ott resümierte, dass das Narrativ einer axiomatisch vorausgesetzten Landnahme nach dem Zusammenbruch der römischen Herrschaft durch ein bereits existierendes, homogenes bairisches Volk bis in das 20. Jahrhundert intakt geblieben sei und die Grundlage der frühmittelalterlichen Siedlungsforschung des bairischen Raumes gebildet habe. Siedlungsgeschichte sei Besiedlungsgeschichte geblieben. Sowohl das Konzept einer bairischen Einwanderung als auch das Ethnogenesekonzept tradierten tiefergehende strukturelle Grundannahmen, etwa das Modell primitiver Stämme im Gegensatz zu zeitgemäß organisierten Gesellschaften. Deutinger resümierte, dass alle gelehrten Herkunftstheorien des 19. und 20. Jahrhunderts von der geschlossenen Zuwanderung eines ganzen Volks ausgingen, also von der gemeinsamen Landnahme durch eine von außen kommende Bevölkerung. Die Bayern hätten in dieser Sicht schon längst, bevor von ihnen in den schriftlichen Quellen zu lesen ist, existiert. Deutinger zufolge seien jedoch alle Theorien, nach denen die Baiern von Markomannen oder anderen germanischen Gruppierungen abstammten, ohne Absicherung in der Überlieferung und somit rein spekulativ.

### Ethnogenesediskussion seit dem ausgehenden 20. Jahrhundert
Seit der Mitte, spätestens jedoch seit den Achtzigerjahren des 20. Jahrhunderts, wurden auf einer Landnahme basierende Modelle, denen zufolge ein bereits existierender geschlossener Volksverband in das Gebiet des bairischen Dukats eingewandert sei und in der Folge das Volk der Baiern gebildet habe, als obsolet erachtet. So konstatierte Gertrud Diepolder, dass es das "Ereignis der Landnahme" nicht gegeben habe, sondern dass stattdessen "viele kleine Landnahmen über einen längeren Zeitraum hinweg" und orientiert an der noch vorhandenen römischen Infrastruktur erfolgt seien. Seit den Achtzigerjahren des 20. Jahrhunderts wurde ein Ethnogenesemodell propagiert, dem zufolge einem im 5. Jahrhundert aus dem böhmischen Becken zugewanderten elbgermanischen Traditionskern im Sinne von Reinhard Wenskus entscheidende Bedeutung für die bairische Ethnogenese zukomme. Dieses Modell wurde jedoch seit dem Beginn des 21. Jahrhunderts von großen Teilen der Frühmittelalterforschung massiv kritisiert (siehe Modell Friedenhain-Přešťovice). Seit dem beginnenden 21. Jahrhundert setzte sich die Auffassung durch, dass die Ethnogenese der Baiern erst nach den Bevölkerungsverschiebungen der Völkerwanderung innerhalb des Gebiets und unter der herrschaftlichen Einfassung des bairischen Dukats erfolgte. In diesem Zusammenhang wurde auch die den traditionellen Ethnogenesemodellen zugrundeliegende Voraussetzung eines strikten Gegensatzes zwischen „Germanen“ und „Romanen“ als ein Hinderungsgrund für das tatsächliche Verständnis von Ethnogeneseprozessen identifiziert. Brigitte Haas-Gebhard konstatierte 2013, dass die frühen Baiuvaren nicht alle dieselbe Sprache gesprochen sowie im Hinblick auf ihre Sachkulturüberreste keine einheitliche Kultur und im Hinblick auf die Schriftquellen keinen gemeinsamen Abstammungsmythos besessen hätten. Vielversprechender als die Frage nach den Beteiligten sei die Frage nach dem Beweggrund für die bairische Ethnogenese. Deutinger hob 2017 hervor, dass die über einen längeren Zeitraum hinweg aus verschiedenen Richtungen in das Land zwischen Donau und Alpen gekommenen Gruppen ihre eigenen Traditionen zunächst noch beibehalten hätten und erst seit der Mitte des 6. Jahrhunderts eine zunehmende Vereinheitlichung der Sachkultur der im bairischen Dukat lebenden Bevölkerung erkennbar sei. Deutinger wies im Zusammenhang mit der aus schriftlicher Überlieferung bekannten Einwanderung einer größeren Zahl von Alemannen in das Gebiet der vormaligen römischen Provinz Raetia secunda zu Beginn des 6. Jahrhunderts darauf hin, dass für das 6. Jahrhundert weder im Bereich der Sachkultur noch in sprachlicher Hinsicht Unterschiede zwischen dem bairischen Raum und der westlich benachbarten Alamannia evident seien. Von den Alemannen hätten sich die Bayern des 6. Jahrhunderts weniger in ethnischer als vielmehr in politischer Hinsicht unterschieden. Nach der Einschätzung von Irmtraud Heitmeier erschien es 2023 offener denn je, aus welchen Gruppen Alteingesessener und Neuzugezogener sich die Bevölkerung zur Zeit der bairischen Ethnogenese zusammengesetzt habe. Noch schwieriger gestalte sich die Diskussion um die Rahmenbedingungen dieser Identitätsbildung.

### Ethnogenese innerhalb des bairischen Dukats
Im ersten Viertel des 21. Jahrhunderts wurde in der Frühmittelalterforschung zunehmend die Auffassung vertreten, dass die Ethnogenese der Baiern nicht nur innerhalb des bairischen Dukats stattgefunden habe, sondern ihrerseits eine Folge der Bildung des bairischen Dukats darstelle. Hubert Fehr schlug vor, die Errichtung des bairischen Dukats als Anfang der Geschichte der Bajuwaren zu sehen. Voraussetzung für ein solches Modell sei die Möglichkeit, dass der Name der Bajuwaren anfangs weniger eine ethnische, sondern vielmehr eine neue politische Identität bezeichnet habe. Letztere habe sich auf die Gefolgschaft zur Herzogsfamilie bezogen. Mischa Meier führte aus, dass ein „jüngeres Modell“ der bairischen Ethnogenese (aus der Perspektive von 2019) die Herausbildung der Baiuvarii als Manifestation politischer, nicht ethnischer, Identitätsbildung interpretiere. Demzufolge habe für die Bevölkerung im östlichen Raetien und westlichen Noricum der entscheidende, die bairische Ethnogenese intiierende Schritt in der Auflösung der römischen Provinzstruktur sowie in der Umwandlung der Region in einen eigenständigen Militär- und Verwaltungsbezirk bestanden, der als Dukat den Agilolfingern zur Betreuung übergeben worden sei. Im Zusammenhang mit der Ethnogenesediskussion wurde hervorgehoben, dass die Lex Baiuvariorum keine ethnischen Differenzierungen vornehme und möglicherweise eine Voraussetzung der bairischen Ethnogenese darstellte. Katharina Winckler konstatierte, dass der bairische Dukat zwar mehrsprachig gewesen, aber keine Unterscheidung zwischen Baiern und Romanen greifbar sei und dass Romanen keine definierte Gruppe innerhalb des bairischen Dukats gebildet hätten. Vielmehr hätten sich die Romanen als Baiern betrachtet und seien auch von anderen als solche gesehen worden. Auch Roman Deutinger hob hervor, dass die bayerischen Romanen, anders als in anderen germanischen Reichen der Völkerwanderungszeit, keinem besonderen, nämlich römischem Recht unterstanden hätten, was wiederum auf eine rechtliche Gleichbehandlung und somit auf eine weitgehende Integration in die bayerische Gesellschaft hinweise.
Unter anderem Irmtraud Heitmeier vertrat die Auffassung, dass die bairische Ethnogenese in einem dual organisiertem bairischen Duktat stattgefunden habe, in dem die mitten durch den Dukat verlaufende historische Grenze zwischen den früheren römischen Provinzen Raetia secunda und Noricum ripense bis in das späte Frühmittelalter raumgliedernde Wirkung entfaltet habe. So könne im ufernorischen Teil des bairischen Dukats nach 488 eine Gruppe die Kontrolle übernommen haben, die demselben Bevölkerungspool wie die Langobarden entstammte und die mit der ansässigen, vormals provinzialrömischen Bevölkerung den Verband der Baiovarii gebildet habe – wobei offenbleibe, ob dieser sich selbst so benannt habe oder ob dieser von westlichen Nachbarn so bezeichnet worden sei. Infolgedessen könne es im vormaligen Noricum zu einer vorfränkischen, gentil geprägten Herrschaftsbildung, möglicherweise mit einer Legitimierung durch Ostrom, gekommen sein. Der durch eine starke alemannische Präsenz gekennzeichnete raetische Teil des bairischen Dukats habe hingegen unter merowingisch-fränkischer Oberhoheit gestanden. Die Bildung eines bairischen Dukats mit hybridem Charakter als Voraussetzung für die bairische Ethnogenese beruhe somit auf einer den raetischen und den norischen Teil umfassenden Herrschaftsbildung im 6. Jahrhundert, die möglicherweise mit dem ersten bekannten bairischen Herrscher Garibald zusammenhänge.
Irmtraud Heitmeier und Jochen Haberstroh führten aus, dass sich die Zeit zwischen dem 4. Jahrhundert und der ersten Hälfte des 6. Jahrhunderts als lange Transformationszeit mit geringer Dynamik beschreiben lasse. Mitte des 6. Jahrhunderts habe eine durch starke Wachstumsdynamik charakterisierte „Gründerzeit“ eingesetzt. Diese habe die Siedlungslandschaft mit einem geänderten Konzept der Raumerschließung und mit einer großflächigen Neuorganisation neu geprägt, ohne alte provinzialrömische Grundlagen aufzugeben. Verschiedene Indizien wiesen dabei darauf hin, dass im Voralpenland östlich der Iller die Zahl der angesiedelten Alemannen „nicht zu klein“ gewesen sei. Die „Gründerzeit“ ab Mitte des 6. Jahrhunderts sei weder ohne politische Steuerung noch ohne Zuzug denkbar. Die zeitliche Koinzidenz mit den ersten Nachrichten über einen bairischen Herzog sei unübersehbar. Die tragenden und vor allem initiierenden Kräfte dieses Neuzugriffs seien in Verbindung mit dem gleichzeitig in Erscheinung tretenden fränkisch-bairischen Herzogtum zu suchen.

### Modell Friedenhain-Přešťovice
In einem vor allem in den Achtzigerjahren des 20. Jahrhunderts propagierten Modell für die Ethnogenese der Bajuwaren fungiert eine im 5. Jahrhundert aus Böhmen in einen Bereich nördlich der Donau, der unmittelbar an die römische Provinz Raetia Secunda anschloss, zugewanderte elbgermanische Gruppe als maßgeblicher bairischer Traditionskern. Die Migration der aus Böhmen zugewanderten elbgermanischen Gruppe sei anhand der räumlichen Verbreitung und der chronologischen Datierung von Keramik des Typs Friedenhain-Přešťovice nachzuvollziehen. Die Träger der Friedenhain-Přešťovice-Fundgruppe seien zunächst als Foederaten für die Verteidigung des raetischen Donaulimes zuständig gewesen und hätten dann nach dem Zusammenbruch der römischen Grenzverteidigung vor allem im Umfeld der Festung Regensburg einen für die Ethnogenese der Bajuwaren maßgeblichen Traditionskern gebildet. Es handle sich bei ihnen um "die Baiovarii, die 'Männer aus Böhmen' ", deren Namen "das Bayernvolk noch heute" trage. Diese Sicht wurde in der archäologischen Forschung seit Beginn des 21. Jahrhunderts massiv kritisiert, so etwa von Arno Rettner, Jochen Haberstroh, Hubert Fehr, Brigitte Haas-Gebhart und Raimund Masanz. So gäbe es Probleme, eine archäologische Fundgruppe Friedenhain-Přešťovice sinnvoll abzugrenzen. Aus dem archäologischen Fundspektrum sei mit der Keramik des Typs Friedenhain-Přešťovice willkürlich ein kleiner Bereich als Migrationsmarker ausgewählt worden, im mutmaßlichen böhmischen Ursprungsgebiet der postulierten Fundgruppe Friedenhain-Přešťovice gäbe es kaum entsprechende Funde, und eine aus Böhmen in den Donauraum migrierte Personengruppe sei aus der sonstigen archäologischen und historischen Überlieferung nicht zu erschließen. Problematisch sei auch der chronologische Hiatus von bis zu 100 Jahren zwischen dem Auftreten der Friedenhain-Přešťovice-Keramik und der Ersterwähnung der Baiovarii. Entsprechend konstatierte Haberstroh im Lexikon der Bayerischen Geschichte, dass die Verknüpfung von Keramik des Typs Friedenhain-Přešťovice mit der Hypothese, ein elbgermanischer Traditionskern der bairischen Ethnogenese sei aus Böhmen in den Donauraum migriert, mit vielfältigen methodischen und chronologischen Problemen verbunden sei, in der frühgeschichtlichen Archäologie zunehmend kritisch bewertet werde und für historische Modellbildungen nicht mehr tragfähig wäre. In der Folge wurde die Verbindung von Keramik des Friedenhain-Přešťovice-Typs mit einem aus Böhmen in den Donauraum eingewanderten elbgermanischen Traditionskern der bairischen Ethnogenese auch in der geschichtswissenschaftlichen Literatur als obsolet erachtet.

### Sprachwissenschaftliche Aspekte

#### Relevanz
In der Erforschung der bairischen Ethnogenese spielt die Namensforschung eine wichtige Rolle. Da sich die sprachliche Situation im Baiern des 6. Jahrhunderts kaum aus direkte Quellen erschließen lasse, könne man, so Wolfgang Haubrichs, ein genaueres Bild von den Quantitäten und der Topographie des Zusammenlebens sowie von der Qualität der Akkulturation der "romanisch-sprachigen indigenen Restbevölkerung und neuzugezogener germanisch-sprachiger Gruppen" nur mittels indirekter Quellen gewinnen. Dazu gehörten etwa lexikalische Entlehnungen, in der frühmittelalterlichen Überlieferung belegte Personennamen sowie Orts- beziehungsweise Siedlungsnamen (Toponyme) und Gewässernamen.
Die Bewertung namenkundlichen Materials im Zusammenhang mit der bairischen Ethnogenese war Gegenstand kontroverser Diskussionen. Peter Wiesinger und Albrecht Greule warfen in ihrem 2019 erschienenen Werk „Baiern und Romanen“ der Frühmittelalterarchäologie vor, dass diese „seit 15 Jahren“ aufgrund sprachwissenschaftlicher Argumente „seit dem Frühmittelalter Deutsch redende [...] Baiern“ zu Romanen erkläre, wobei „aus der Sicht der germanistischen Sprachwissenschaft […] solche merkwürdigen Anschauungen“ in keinerlei Weise zu bestätigen seien. Dieser Standpunkt wurde von Thomas Krefeld kritisiert. Die Arbeit Wiesingers und Greules sei methodisch inkonsistent, da die allgemeine Polemik gegen die sprachgeschichtliche Relevanz des romanisch-germanischen Sprachkontakts im deutsch-österreichischen Donau-Alpenraum nicht mit der detaillierten Diskussion der Namenkontinuität harmoniere. Wiesinger und Greule verträten eine Geschichtsauffassung, die von der Vorstellung einer kontinuierlich aufrecht erhaltenen, monolithischen ethnischen Identität jenseits wissenschaftlicher Konstruktion getragen werde. Hubert Fehr kritisierte, dass Wiesinger und Greule "romanisch" in obsoleter Weise als Bezeichnung für eine imaginierte Identitätsgruppe, die anhand von Sprache, Kultur und Abstammung eindeutig zu bestimmen sei, verwendeten. Anders als Wiesinger und Greule andeuteten, "sollen die frühen Baiern mit dem Verweis auf die teilweise erkennbaren Wurzeln der frühmittelalterlichen Reihengräber im spätrömischen Bestattungswesen nicht aus archäologischer Sicht ‚zu Romanen erklärt' werden." Vielmehr zeige sich, dass die Kategorien germanisch und romanisch zur Klassifizierung archäologischer und historischer Phänomene im baierischen Dukat letztlich untauglich seien.

#### Personennamen
Wie Wolfgang Haubrichs ausführte, weist die im deutschsprachigen Raum des frühen Mittelalters ansonsten nur mit der Moselromania um Trier vergleichbare Dichte lateinisch-romanischer Personennamen im bairischen Raum auf eine in den Jahrhunderten davor gründende lateinische Namenkultur hin. Derartige Namen seien mit Belegkonzentration in den Episkopalsitzen Freising, Regensburg, Passau und Salzburg nahezu im gesamten Gebiet der Raetia Secunda und des westlichen Noricums verbreitet gewesen. Romanischer Lautentwicklung und romanischem Formenwandel des frühen Mittelalters unterworfene lateinische oder graecolateinische Namen bezeugten eine weiterhin lebendige romanische Sprache. Andererseits seien romanische Namen seit dem 7. Jahrhundert auch von Zuwanderern adaptiert worden. Beispiele althochdeutschen Lautwandels des späten 7. und 8. Jahrhunderts deuteten auf ein längeres Nebeneinander von romanischer und bairischer Sprache hin. Erst im 8. Jahrhundert hätten germanische Personennamen romanische Personennamen zunehmend verdrängt. Irmtraud Heitmeier wies darauf hin, dass bei zahlreichen Angehörigen der Oberschicht noch im 8. Jahrhundert romanische Personennamen zu finden gewesen seien, was eine Integration einer sprachlich und kulturell entsprechend ausgerichteten Elite in das frühe bairische Herzogtum aufzeige. Katharina Winckler zufolge traten auch innerhalb von Familien sowohl germanische als auch romanische Namen auf. Während erst etwa ab dem Jahr 800 germanische Namen höher als romanische Namen geschätzt worden seien, hätten Teile der bairischen Gesellschaft während der Herrschaft der Agilolfinger Namen mit romanischen Komponenten mit Stolz getragen.

#### Ortsnamen
Irmtraud Heitmeier zufolge mache die im Bereich des ursprünglichen bairischen Dukats durch interdisziplinären Diskurs aufgezeigte Diskrepanz zwischen der fast homogen deutschsprachigen Namenlandschaft und einem differenzierten Bevölkerungsbild am Ende der Spätantike deutlich, dass das Namenbild hier nicht primär die Sprachverhältnisse der Bevölkerung spiegele. Vielmehr erweise sich die bairische Namenlandschaft als Ergebnis eines politisch gelenkten, kolonisatorischen Prozesses, in den verschiedensprachige Altansässige und Neusiedler gleichermaßen eingebunden gewesen seien. Entsprechende neue Namengebung sei in einer germanisch-althochdeutschen Sprache erfolgt, die von den die Neuorganisation der Siedlungslandschaft organisierenden Kreisen sowie von Mitte des 6. Jahrhunderts zugewanderten größeren Bevölkerungsteilen benutzt worden sei. Konzeption wie herrschaftliche Erfassung der neuen Siedlungen hätten mit dieser neuen Sprache korrespondiert, weshalb auch Träger romanischer Personennamen in -ing-Namen aufschienen. Trotz teilweiser Bevölkerungskontinuität hätten provinzialrömische Ortsnamen im ursprünglichen Bereich des bairischen Dukats nur dort Bestand gehabt, wo auch herrschaftlich-funktionale Kontinuität gegeben gewesen sei, insbesondere an einigen Orten entlang der Donau, an den römischen Fernstraßen und vor allem um Salzburg.